# Mortcerf
Mortcerf és un municipi francès, situat al departament de Sena i Marne i a la regió de Illa de França. L'any 2007 tenia 1.440 habitants.
Forma part del cantó de Fontenay-Trésigny, del districte de Provins i de la Comunitat de comunes de Val Briard.

## Demografia

### Població
El 2007 la població de fet de Mortcerf era de 1.440 persones. Hi havia 469 famílies, de les quals 98 eren unipersonals (49 homes vivint sols i 49 dones vivint soles), 114 parelles sense fills, 228 parelles amb fills i 29 famílies monoparentals amb fills.
La població ha evolucionat segons el següent gràfic:
Habitants censats

### Habitatges
El 2007 hi havia 547 habitatges, 487 eren l'habitatge principal de la família, 35 eren segones residències i 25 estaven desocupats. 487 eren cases i 57 eren apartaments. Dels 487 habitatges principals, 357 estaven ocupats pels seus propietaris, 100 estaven llogats i ocupats pels llogaters i 30 estaven cedits a títol gratuït; 16 tenien una cambra, 35 en tenien dues, 59 en tenien tres, 122 en tenien quatre i 254 en tenien cinc o més. 380 habitatges disposaven pel capbaix d'una plaça de pàrquing. A 232 habitatges hi havia un automòbil i a 231 n'hi havia dos o més.

### Piràmide de població
La piràmide de població per edats i sexe el 2009 era:
| Homes | Edats   | Dones |
| ----- | ------- | ----- |
| 8     | 95 o +  | 12    |
| 4     | 90 a 94 | 12    |
| 4     | 85 a 89 | 16    |
| 8     | 80 a 84 | 32    |
| 12    | 75 a 79 | 20    |
| 8     | 70 a 74 | 16    |
| 8     | 65 a 69 | 24    |
| 32    | 60 a 64 | 16    |
| 20    | 55 a 59 | 16    |
| 36    | 50 a 54 | 32    |
| 36    | 45 a 49 | 44    |
| 60    | 40 a 44 | 56    |
| 80    | 35 a 39 | 76    |
| 60    | 30 a 34 | 48    |
| 60    | 25 a 29 | 72    |
| 8     | 20 a 24 | 12    |
| 40    | 15 a 19 | 52    |
| 60    | 10 a 14 | 40    |
| 48    | 5 a 9   | 56    |
| 48    | 0 a 4   | 60    |

## Economia
El 2007 la població en edat de treballar era de 933 persones, 727 eren actives i 206 eren inactives. De les 727 persones actives 674 estaven ocupades (361 homes i 313 dones) i 53 estaven aturades (21 homes i 32 dones). De les 206 persones inactives 57 estaven jubilades, 85 estaven estudiant i 64 estaven classificades com a «altres inactius».

### Ingressos
El 2009 a Mortcerf hi havia 494 unitats fiscals que integraven 1.340 persones, la mediana anual d'ingressos fiscals per persona era de 23.771 €.

### Activitats econòmiques
Dels 67 establiments que hi havia el 2007, 1 era d'una empresa alimentària, 4 d'empreses de fabricació d'altres productes industrials, 20 d'empreses de construcció, 11 d'empreses de comerç i reparació d'automòbils, 5 d'empreses de transport, 2 d'empreses d'hostatgeria i restauració, 4 d'empreses financeres, 2 d'empreses immobiliàries, 8 d'empreses de serveis, 6 d'entitats de l'administració pública i 4 d'empreses classificades com a «altres activitats de serveis».
Dels 25 establiments de servei als particulars que hi havia el 2009, 1 era una gendarmeria, 1 oficina de correu, 2 tallers de reparació d'automòbils i de material agrícola, 5 paletes, 2 guixaires pintors, 6 fusteries, 3 lampisteries, 2 electricistes, 1 perruqueria, 1 restaurant i 1 agència immobiliària.
Dels 2 establiments comercials que hi havia el 2009, 1 era una botiga de més de 120 m² i 1 una botiga de menys de 120 m².
L'any 2000 a Mortcerf hi havia 5 explotacions agrícoles.

## Equipaments sanitaris i escolars
L'únic equipament sanitari que hi havia el 2009 era una farmàcia.
El 2009 hi havia una escola elemental.

## Poblacions properes
El següent diagrama mostra les poblacions més properes.